# Justizamt (Kurhessen)
Ein Justizamt war in der Gerichtsverfassung des Kurfürstentums Hessen ein Gericht der unteren Ebene der Rechtsprechung.

## Geschichte

### Gründung
Bis zum Tod des Kurfürsten Wilhelm I. 1821 war im Kurfürstentum Hessen ein gewaltiger Reformstau aufgelaufen, da der Kurfürst nach seiner Rückkehr aus dem Exil auf den Thron 1813 viele Reformen rückgängig gemacht und persönlich im 18. Jahrhundert verhaftet geblieben war. Der neue Kurfürst, Wilhelm II., war nicht weniger autokratisch als sein Vater, aber gewillt, den Staat zu modernisieren. Die Staatsverwaltung wurde nach preußischem Muster sofort reformiert, wobei nun auch Rechtsprechung und Verwaltung getrennt wurden. 
 Bei der Einrichtung der Justizämter wurden im Prinzip die Bezirke bisherigen Ämter beibehalten, einige kleinere aber benachbarten Bezirken zugeschlagen. Nur im Umkreis der größeren Städte des Landes wurden größere Gerichtsbezirke für die Untergerichte gebildet und als Landgerichte bezeichnet. Das Justizamt für die Landeshauptstadt Kassel trug die Bezeichnung „Stadtgericht Kassel“.

### Weitere Entwicklung
Die Justizämter (und das Appellationsgericht Kassel) erwiesen sich bei allen weiteren Justizreformen (1848, 1851 und 1864) als stabile Elemente. Viele bestanden unverändert zwischen 1822 und dem Untergang des Kurfürstentums 1866. 1848 kamen eine Reihe von Justizämtern hinzu, als die Landgerichte ebenfalls in Justizämter zerlegt wurden.

### Ende
Nach dem Krieg von 1866 annektierte das Königreich Preußen das unterlegene Kurfürstentum Hessen. Damit wurde Kurhessen preußisch und erhielt 1867 eine preußische Gerichtsverfassung. Die Justizämter wurden funktional durch preußische Amtsgerichte ersetzt.

## Stellung im Instanzenzug
Den Justizämtern übergeordnet waren Obergerichte.
Der Bezirk jedes Justizamtes umfasste eine Reihe von Gemeinden. Am Anfang gab es sowohl rein staatliche als auch gemischt staatlich-standesherrliche und staatlich-patrimonialgerichtliche Justizämter. Diese nicht-staatlichen Akteure in der Rechtspflege schieden alle in den Jahrzehnten nach 1822 aus.

## Sachliche Zuständigkeit
Die Justizämter waren in allen Zivilsachen zuständig – mit einer Reihe von Ausnahmen, in denen dann in der Regel die Obergerichte erstinstanzlich tätig wurden. In den Zuständigkeitsbereich der Justizämter fielen:
- alle zivilrechtliche Streitigkeiten, soweit sie nicht den Obergerichten vorbehalten waren.[7] Eine solche Begrenzung waren zivilrechtliche Streitigkeiten mit einem Streitwert von mehr als 50 Talern.[8] Das galt bis 1864, als die Zuständigkeit auch für höhere Streitsummen auf die Justizämter übertragen wurde.[9] Zu Ausnahmen, in denen statt des Justizamts die nächsthöhere Instanz zuständig war, zählten auch eine Reihe personaler Ausnahmen: Dieses Gerichtsstandsprivileg galt für Angehörige des regierenden Hauses, Standesherren und den schriftsässigen Adel.[10] Mit Abweichungen in den Einzelheiten überstanden diese Ausnahmen alle Justizreformen im Kurfürstentum Hessen (1822, 1848, 1851 und 1864).[11]
- Aufsicht über die Führung von Vormundschaften.
- 1864 wurde von den Obergerichten auf die Justizämter die Zuständigkeit für familienrechtliche Streitigkeiten um Verlöbnisse, Trennung von Tisch und Bett, Anerkennung von Vaterschaft und Mutterschaft übertragen[12],
- Testamente konnten ab 1848 auch bei Untergerichten hinterlegt werden[13], was zuvor nur bei Obergerichten möglich war.

Die Justizämter waren in Strafsachen zuständig für Vergehen die mit „Polizeistrafen“ bedroht waren. Weiter konnten sie die Untersuchung in Fällen führen, die dann von den Obergerichten abzuurteilen waren.
Anlässlich der Änderungen im Gerichtswesen 1848 wurde die Abgrenzung der Zuständigkeiten zwischen Obergerichten und Untergerichten in der Strafrechtspflege nur geringfügig geändert. Gleiches gilt für die Justizreform von 1864.

## Interne Organisation
Ein Justizamt bestand personell in der Regel aus einem Richter („Amtmann“), bei umfangreichen Justizämtern konnte ihm ein Assessor beigegeben werden. Außerdem waren dort ein Aktuar und ein oder zwei Gerichtsboten tätig.